# Kanton Royan
Der Kanton Royan ist seit 1973 ein französischer Kanton im Département Charente-Maritime und in der Region Nouvelle-Aquitaine. Er umfasst drei Gemeinden im Arrondissement Rochefort. Bei der landesweiten Neuordnung der französischen Kantone wurde er 2015 neu geschaffen.

## Gemeinden
Der Kanton besteht aus drei Gemeinden mit insgesamt 28.445 Einwohnern (Stand: 1. Januar 2022) auf einer Gesamtfläche von 35,85 km²:
| Gemeinde                 | Einwohner 1. Januar 2022 | Fläche km² | Dichte Einw./km² | Code INSEE | Postleitzahl |
| ------------------------ | ------------------------ | ---------- | ---------------- | ---------- | ------------ |
| Royan                    | 19.322                   | 19,30      | 1.001            | 17306      | 17200        |
| Saint-Georges-de-Didonne | 5.093                    | 10,58      | 481              | 17333      | 17110        |
| Vaux-sur-Mer             | 4.030                    | 5,97       | 675              | 17461      | 17640        |
| Kanton Royan             | 28.445                   | 35,85      | 793              | 1717       | –            |

## Politik
| Vertreter im Departementrat | Vertreter im Departementrat              | Vertreter im Departementrat |
| Amtszeit                    | Namen                                    | Partei                      |
| --------------------------- | ---------------------------------------- | --------------------------- |
| 2015–                       | Dominique Bussereau Marie-Pierre Quentin | UMP                         |